# Premio LericiPea Golfo dei Poeti
Il premio LericiPea Golfo dei Poeti è un premio letterario per la poesia, articolato in alcune sezioni, ognuna con proprio premio.

## Storia
Con il nome di premio Lerici viene istituito tra il 1952 e il 1954 da Renato Righetti, Giovanni Petronilli, Marco Carpena, ai quali si aggiunge più tardi Enrico Pea. Nel 1958, alla morte di Enrico Pea e in suo ricordo, diventerà premio LericiPea. Dal 1998 viene gestito dall'Associazione Premio Lerici Pea, che nel 2018 aggiunge al premio anche la denominazione "Golfo dei Poeti": da allora la denominazione propria di associazione e premio è Associazione e Premio LericiPea Golfo dei Poeti.
Il premio è sempre rimasto fedele al suo statuto che dichiara come scopo quello di "diffondere, promuovere e valorizzare la poesia in Italia e nel mondo".
Nel 1985, alla morte di Carpena, il premio sarà gestito da Alberta Andreoli fino al 1996.
Nel 1997 il premio non viene assegnato e nel 1998 esso passerà alla gestione dell'Associazione Culturale LericiPea composta attualmente da Adriana Beverini, Lucilla Del Santo, Pier Gino Scardigli e Pia Spagiari.
Nel 2019 è stato assegnato il Premio Lerici Pea alla Traduzione a Marco Sonzogni.

## Le sezioni del premio
Le sezioni del premio annuale sono quattro: 
- Premio Internazionale alla Carriera
- Premio Edito
- Premio "Paolo Bertolani" per la Poesia Dialettale, istituito dall'Associazione Lerici Pea nel 2007 in collaborazione con il Comune di Lerici in memoria di Paolo Bertolani per riconoscere l'opera di un poeta che si sia distinto nella valorizzazione della lingua, della cultura e dell'identità di un territorio specifico[4]
- Premio Liguri nel Mondo

Dal 1999 al 2015 si è svolta anche la sezione Premio giovani "Lucia Roncareggi".
Dal 1999 al 2014 si è tenuta anche la sezione Premio Poesia Inedita.
Il premio speciale Lerici Pea "Europa" viene assegnato occasionalmente, in casi specifici.

## Albo d'oro del Premio LericiPea

### I vincitori del Premio LericiPea "alla carriera" dal 1954 ad oggi

#### Anni '50
- 1954 Giovanni Titta Rosa
- 1955 Giorgio Caproni
- 1956 Biagia Marniti
- 1957 Maria Luisa Spaziani
- 1958 Elio F. Accrocca e Renato Giorda
- 1959 Antonio Seccareccia e Amelia Siliotti

#### Anni '60
- 1960 Ugo Reale
- 1961 Massimo Grillandi
- 1962 Corrado Govoni
- 1963 Alberto Bevilacqua
- 1964 Elena Clementelli
- 1965 Rudi Pallabazzer
- 1966 Carlo Betocchi
- 1967 Libero De Libero
- 1968 Giorgio Sambonet. La giuria era così composta: Carpena (Presidente), Alberti, Bigiaretti, Giannessi, Mauro, Silori [6].
- 1969 Vittorio Bodini. La giuria era così composta: Carpena (Presidente), Betocchi, Buzzati, Giannessi, Mauro, Silori [7].

#### Anni '70
- 1970 Raffaele Crovi
- 1971 Edoardo Lazzara
- 1972 Margherita Guidacci
- 1973 Franco La Guidara
- 1974 Ferruccio Cattani
- 1975 Mariolina Eccher Zanella
- 1976 Ettore Serra
- 1977 Gabriella Chioma
- 1978 Renato Barbieri
- 1979 Gigliola Pisani Maffioli

#### Anni '80
- 1980 Silvano Masacci
- 1981 Walter Bonta
- 1982 Rita Anzaldi
- 1983 Alberico Sala
- 1984 Marisa Terzi
- 1985 Lelia Corbetta
- 1986 Roberto Pazzi
- 1987 Franco Gambino
- 1988 Pietro Cimatti
- 1989 Silvio Ramat, Davide Maria Turoldo

#### Anni '90
- 1990 Paolo Bertolani, Francesco Brusco
- 1991 Dario Bellezza
- 1992 Valentino Zeichen
- 1993 Fernando Bandini
- 1994 Alessandro Parronchi
- 1995 Maria Luisa Spaziani
- 1996 Giovanni Giudici
- 1997 non svolto
- 1998 Mario Luzi
- 1999 Attilio Bertolucci

#### Anni 2000
- 2000 Adonis
- 2001 Yves Bonnefoy
- 2002 Hans Magnus Enzensberger
- 2003 Juan Gelman
- 2004 Edoardo Sanguineti
- 2005 Seamus Heaney
- 2006 Lawrence Ferlinghetti
- 2007 Jesper Svenbro
- 2008 Bella Achmadulina
- 2009 François Cheng

#### Anni 2010
- 2010 Ismail Kadare
- 2011 Márcia Theóphilo
- 2012 Evgenij Aleksandrovič Evtušenko
- 2013 Titos Patrikios
- 2014 Agi Mishol, Amel Moussa  e Gabriella Sica
- 2015 Tahar Ben Jelloun
- 2016 Cees Nooteboom
- 2017 Milo De Angelis
- 2018 Carol Ann Duffy[8]
- 2019 Antonio Colinas[3]

#### Anni 2020
- 2020 Ol'ga Aleksandrovna Sedakova[9]
- 2021 Tomaso Kemeny
- 2022 Louise Glück
- 2023 José Tolentino de Mendonça
- 2024 Roberto Mussapi

### Premio Edito
- 2000 Non assegnato
- 2001 Eugenio De Signoribus
- 2002 Paolo Bertolani
- 2003 Biancamaria Frabotta
- 2004 Non assegnato
- 2005 Maurizio Cucchi
- 2006 Sebastiano Grasso
- 2007 Patrizia Cavalli
- 2008 Franco Marcoaldi
- 2009 Claudio Damiani
- 2010 Sergio Zavoli
- 2011 Giorgio Mannacio – Emilio Zucchi
- 2012 Donatella Bisutti
- 2013 Roberto Pazzi
- 2014 Valerio Magrelli
- 2015 Mauro Macario
- 2016 Antonio Riccardi
- 2017 Non assegnato
- 2019 Davide Rondoni[3]
- 2021 Maria Grazia Calandrone
- 2022 Alessandro Rivali
- 2023 Giovanni Ibello
- 2024 Stefano Dal Bianco
- 2025 Mauro Sambi[10]

### Premio Inedito
- 1999 Domenico Cipriano – Carlo Prosperi
- 2000 Adriano Sansa - Poesia Inedita Giovani: Ivan Fedeli
- 2001 Lamberto Garzia
- 2002 Paola Malvasi
- 2003 Mary de Rachewiltz
- 2004 Alessandro Ceni
- 2005 Lucetta Frisa
- 2006 Graziella Colotto
- 2007 Sauro Albisani
- 2008 Carlo Vita
- 2009 Tonino Milite
- 2010 Valerio Magrelli
- 2011 Paolo Febbraro
- 2012 Non ha avuto luogo
- 2013 Riccardo Olivieri
- 2014 Roberto Maggiani

### Premi Speciali
- 1989 David Maria Turoldo – Carlo Bassi
- 1991 Giuseppe L. Coluccia
- 1992 Luciano Luisi
- 1993 Umberto Piersanti – Marisa Ferrario Denna – Christian Poggi
- 1998 Mario Andreassi
- 1999 Vico Faggi – Cristina di Lagopesole
- 2000 Massimiliano Lenzi
- 2001 Ines Betta Montanelli
- 2005 Jacopo Ricciardi
- 2007 Roberto Giannoni

### Premio Poeti e Artisti liguri nel mondo
- 2000 Piero Soave
- 2001 Sandra Gilbert Mortola
- 2002 Non assegnato
- 2003 Roberto Bertone
- 2004 Michele Baraldi
- 2005 Carlo Caruso
- 2006 Enrica Guana Tseng
- 2007 Francesca Albini
- 2008 Massimo Maggiari
- 2009 Michele Rovetta
- 2010 Marco Casentini
- 2011 Martina Bacigalupo
- 2012 Marino Magliani
- 2013 Vanessa Beecroft
- 2014 Ireno Guerci
- 2015 Federico De Leonardis
- 2016 Tommaso Colliva
- 2017 David Bellatella
- 2018 Giuseppe Scognamiglio
- 2019 Alessandra Pierini[3]
- 2020 Stefano Giovannoni
- 2021 Mario Cresci
- 2022 Maria Elena Bottazzi
- 2023 Rachele Buriassi
- 2024 Tomaso Poggio[11]

### Premio per la Poesia Dialettale "Paolo Bertolani"
- 2009 Antonio Lombardi
- 2010 Non assegnato
- 2011 Renzo Fregoso
- 2012 Amilcare Mario Grassi
- 2013 Remigio Bertolino
- 2014 Franco Loi
- 2015 Vincenzo Mastropirro
- 2016 Emilio Rentocchini
- 2017 Daniel Cundari
- 2018 Giacomo Vit e Gruppo Majakoskij
- 2019 Biagio Guerrera[3]
- 2021 Giuseppe Rinaldi, in arte Kaballà
- 2022 Edoardo Zuccato
- 2023 Nevio Spadoni
- 2024 Marcello Marciani

### Premio giovani poeti "Lucia Roncareggi"
- 2010 Tommaso Meozzi
- 2011 Giuseppe Carracchia
- 2012 non assegnato
- 2013 Ludovia Vacirca
- 2014 non assegnato
- 2015 Gianluca Serri
- 2016 Federico Carle